# Samantha Beckinsale
Samantha Jane Beckinsale (* 23. Juli 1966 in London) ist eine britische Schauspielerin.

## Leben
Beckinsale entstammt der ersten Ehe des Schauspielers Richard Beckinsale mit Margaret Bradley. Ihre Halbschwester aus der zweiten Ehe ihres Vaters mit Judy Loe ist die international bekannte Schauspielerin Kate Beckinsale. 
Samantha Beckinsale besuchte die Matthew Holland School in Selston, Nottinghamshire. Im Jahr 1986 wurde sie für die Rolle der Feuerwehrfrau Kate Stevens in der ab 1988 auf ITV ausgestrahlten populären Fernsehserie London’s Burning besetzt. Beckinsale spielt fast ausnahmslos in Fernsehproduktionen mit. Mit dem Schauspielerkollegen Richard Trinder war sie verheiratet.

## Filmografie (Auswahl)

### Filme
- 1999: Rosamunde Pilcher – Das große Erbe
- 2000: The Blind Date
- 2001: Out of the Ashes
- 2004: Lighthouse Hill
- 2005: Gefangen im Dunkel (Marian, Again)
- 2006: Penalty King
- 2014: Katharina von Alexandrien (Katherine of Alexandria)

### Fernsehserien
- 1989: Agatha Christie’s Poirot
- 1989–1992: The Return of Shelley
- 1990–1992: London’s Burning
- 1993: Heartbeat
- 1994–1995: Time After Time
- 1996: Coronation Street
- 1998: Duck Patrol
- 2000–2005: Holby City
- 2001: Where the Heart Is
- 2002: Murder in Mind